# Église Saint-Blaise de Varsberg
Pour les articles homonymes, voir Église Saint-Blaise.
L'église Saint-Blaise se situe dans la commune française de Varsberg, au cœur de la région franco-allemande du Warndt. Érigée à l'extrémité du village, elle se situe désormais entre celui-ci et les maisons construites depuis l'après-guerre.

## Histoire
L'église paroissiale, dédiée à saint Blaise, est construite en 1774 et agrandie en 1873.
À côté du cimetière, situé derrière l'église, vers la forêt et la chapelle Notre-Dame-de-Bon-Secours, une petite réplique de la grotte de Lourdes a été édifiée.

## Architecture
Il s'agit d'un édifice de type église-grange, avec vaisseau unique et chœur polygonal. La tour-clocher est hors-œuvre en façade.

## Mobilier
Le maître-autel, datant de 1871, provient de l'atelier Jacquemin de Metz.